# Guiglo
Guiglo je grad u Obali Bjelokosti, glavni grad regije Moyen-Cavally. Nalazi se na zapadu države, 75 km od granice s Liberijom. Leži na rijeci Nzo, pritoci Sassandre. Važno je trgovačko i prometno središte, preko kojeg se kava i drvo transportiraju iz unutrašnjosti prema lukama na obali Gvinejskog zaljeva. Ima i zračnu luku.
U ovom se području nalaze brojni kampovi za izbjeglice iz Liberije, koji su pobjegli u Obalu Bjelokosti tijekom građanskog rata 1990-ih.
Godine 1988. Guiglo je imao 22.187 stanovnika.